# Шиваджі II
Шиваджі II (*शिवाजी, 1696 —1726) — 4-й чхатрапаті (імператор) держави маратхів у 1700–1707 роках, 1-й магараджа Колхапура у 1710–1714 роках.

## Життєпис
Походив з династії Бхосле. Син чхатрапаті Раджарама. Після смерті батька у 1700 році регентшею й правителькою при Шиваджі II оголосила себе його мати Тара Баї. за час свого номінального правління Шиваджі не відіграва якоїсь ролі у державі, все вирішувала його мати. Після поразки у 1707 році та невдалої спроби у 1709–1710 роках відновити свою владу Шиваджі II разом з Тара баї визначли новим чхатрапаті Шахуджі. Навзаєм отримали князівство Колхапур з титулом магарджі. З цього моменту йменувався Шиваджі I з Колхапуру.
Втім й тут Шиваджі не зумів себе проявити. Зрештою у 1714 році він зрікся трону на користь свого брата Самбхаджі. помер у 1726 році.